# Halicyclops reidae
Halicyclops reidae – gatunek widłonoga z rodziny Halicyclopidae. Opisali go w 1993 roku brazylijski zoolog Carlos Eduardo Falavigna da Rocha z Universidade de São Paulo oraz amerykańska zoolog Christine C. Hakenkamp z University of Maryland. Miejsce typowe to Wye Island w stanie Maryland na wschodnim wybrzeżu USA. Okazy typowe (3 samice i 8 samców) zebrała Hakenkamp w okresie od marca do października 1990 roku. Epitet gatunkowy nadano na cześć dr Janet W. Reid ze Smithsonian Institution.